# اتاق ۲۳۷
اتاق ۲۳۷ (به انگلیسی: Room 237) نام یک فیلم مستند آمریکایی ساختهٔ رادنی اَشِر در سال ۲۰۱۲ میلادی است که به معانی احتمالی نهفته در فیلم درخشش اثر استنلی کوبریک می‌پردازد. در این فیلم این ایده‌ها مطرح می‌شود که فیلم کوبریک دارای عناصر نهفته برای اشاره به قتل عام مردم بومی آمریکا، راه حل نهایی نازی‌ها و حتی پذیرش این مسئله است که فرود بر ماه یک مسئلهٔ ساختگی بوده است که کوبریک در آن مشارکت داشته.
اتاق ۲۳۷، درخشش را شاهکار کوبریک معرفی می‌کند. به نوشتهٔ نقدنویس نیویورک تایمز، این فیلم را بیشتر می‌توان یک انشای شخصی دانست تا یک فیلم مستند به معنای سنتی آن، به‌ویژه در مورد ادعاهایی که مطرح می‌شود. بیشتر تصاویر فیلم بریده‌هایی از فیلم درخشش هستند اما اشر از تصاویر آثار دیگر کوبریک از جمله ۲۰۰۱: یک اودیسه فضایی و چشمان کاملاً بسته نیز استفاده کرده است.

## جوایز و نامزدی‌ها
| اهدا کننده                    | جایزه                         | رده          | نام                                        | نتیجه    |
| ----------------------------- | ----------------------------- | ------------ | ------------------------------------------ | -------- |
| جشنواره بین‌المللی فیلم شیکاگو | هوگوی طلا                     | بهترین مستند | رادنی اشر                                  | نامزدشده |
| جوایز فیلم مستقل گاتهام       | جایزهٔ گاتهام                  | بهترین مستند | رادنی اشر (کارگردان)، تیم کرک (تهیه کننده) | نامزدشده |
| جشنوارهٔ فیلم بین‌المللی هاوایی | جایزهٔ ارکیدهٔ طلایی Halekulani | مستند        | رادنی اشر                                  | نامزدشده |
| انجمن بین‌المللی مستند         | جایزه تشخیص خلاق              | بهترین تدوین | رادنی اشر                                  | پیروز    |
| انجمن بین‌المللی مستند         | جایزهٔ آی‌دی‌اِی                  | بهترین تدوین | رادنی اشر                                  | پیروز    |

## واژه‌نامه
1. ↑  Rodney Ascher
2. ↑  Genocide of indigenous peoples